# Margherita Vicario
Margherita Vicario (Roma, 13 febbraio 1988) è un'attrice, cantautrice e regista italiana.
Attiva nel campo cinematografico dagli anni 2010 apparendo in serie televisive e recitando in film, tra cui To Rome with Love di Woody Allen e Pazze di me di Fausto Brizzi, Vicario è divenuta nota recitando nelle serie Amore pensaci tu nel ruolo di Chiara Cordaro e Nero a metà nel ruolo di Cinzia Repola. Nel 2024 fa il suo esordio da regista cinematografica con Gloria!, in concorso al Festival internazionale del cinema di Berlino e vince il David di Donatello il 7 maggio 2025 come migliore regista emergente. Nel suo discorso di ringraziamento prende una posizione politica invitando ad investire più in arte e meno in armi.
Parallelamente ha intrapreso la carriera come cantautrice indipendente pubblicando l'album Minimal Musical (2014) e successivamente per Island Records Bingo (2021), arrivando a collaborare con numerosi artisti, tra cui Elodie, Francesca Michielin, Gaia, Rancore, Raphael Gualazzi e Vinicio Capossela.

## Biografia
Cresciuta a Grazzano Visconti, piccolo borgo in provincia di Piacenza, a tredici anni si è trasferita con la sua famiglia a Roma. Nel 2009 si è laureata alla Link Campus University in Performing Arts e ha iniziato a lavorare come attrice soprattutto per fiction e film, diretta al cinema da Fausto Brizzi, Antonio Manzini e Woody Allen e in televisione da Lamberto Bava, Michele Soavi e Riccardo Donna (I Cesaroni, Il candidato, I Borgia). Parallelamente, approfondisce lo studio del canto con il soprano Silvia Gavarotti e fa per tre anni parte del gruppo Marcello e il Mio Amico Tommaso come corista e percussionista. Scrive e interpreta alcuni brani per colonne sonore di serie televisive (Piper, Immaturi).
Nel 2011, in un concorso di cortometraggi, si cimenta nel genere musical con Se riesco parto, un corto da lei scritto e diretto, vincendo i premi per miglior film, miglior attrice protagonista e migliori musiche originali. Ha iniziato così l'attività da solista e nel 2012 porta in scena, in un teatro di Roma, il suo primo spettacolo di canzoni Lem Lem – Liberi Esperimenti Musicali. L'anno successivo è finalista del Premio Musicultura con il brano Nota bene, nel 2013, prodotto e arrangiato da Roberto Angelini e Daniele Rossi per l'etichetta Fiorirari; nel 2014 è uscito il suo primo EP Esercizi preparatori e subito dopo il primo album Minimal Musical, candidato al Premio Tenco come migliore opera prima.
Nel 2016 è nel cast del film di Federico Micali L'Universale e della commedia di Antonio Manzini Cristian e Palletta contro tutti; prende inoltre parte alla commedia The Pills - Sempre meglio che lavorare del trio romano The Pills. Con la sua band partecipa al programma televisivo Cyrano - L'amore fa miracoli, in onda su Rai 3. Nel 2019 ha pubblicato i singoli Abaué (morte di un trap boy), Mandela e Romeo, che segnano l'inizio di un nuovo percorso musicale. A novembre dello stesso anno, reinterpreta Noi non ci saremo di Francesco Guccini in occasione dell'uscita di Note di viaggio - Capitolo 1: venite avanti..., raccolta in cui vari artisti italiani reinterpretano le più famose canzoni del cantautore bolognese.
Nel 2020 è uscito il suo primo singolo in collaborazione con l'etichetta Island Records, Giubbottino, che continua il nuovo percorso iniziato l'anno precedente; nello stesso anno escono anche Pincio e Piña colada, quest'ultimo con la partecipazione del rapper Izi, e nel 2021 sono pubblicati Orango tango e Come va, che hanno anticipato il secondo album, Bingo, uscito il 14 maggio.
Il 13 giugno 2021 ha preso parte all'ultima serata del Festival Andersen di Sestri Levante, nella Baia delle Favole, leggendo ed interpretando alcune storie del libro Storie della buonanotte per bambine ribelli, con la partecipazione dell'Orchestra Multietnica di Arezzo; durante la serata interpreta anche alcuni dei suoi pezzi, tra cui Piña colada. Il 7 settembre è stata una dei membri della giuria della sessantaquattresima edizione del Festival di Castrocaro. Il 9 dicembre ha pubblicato il singolo La meglio gioventù.

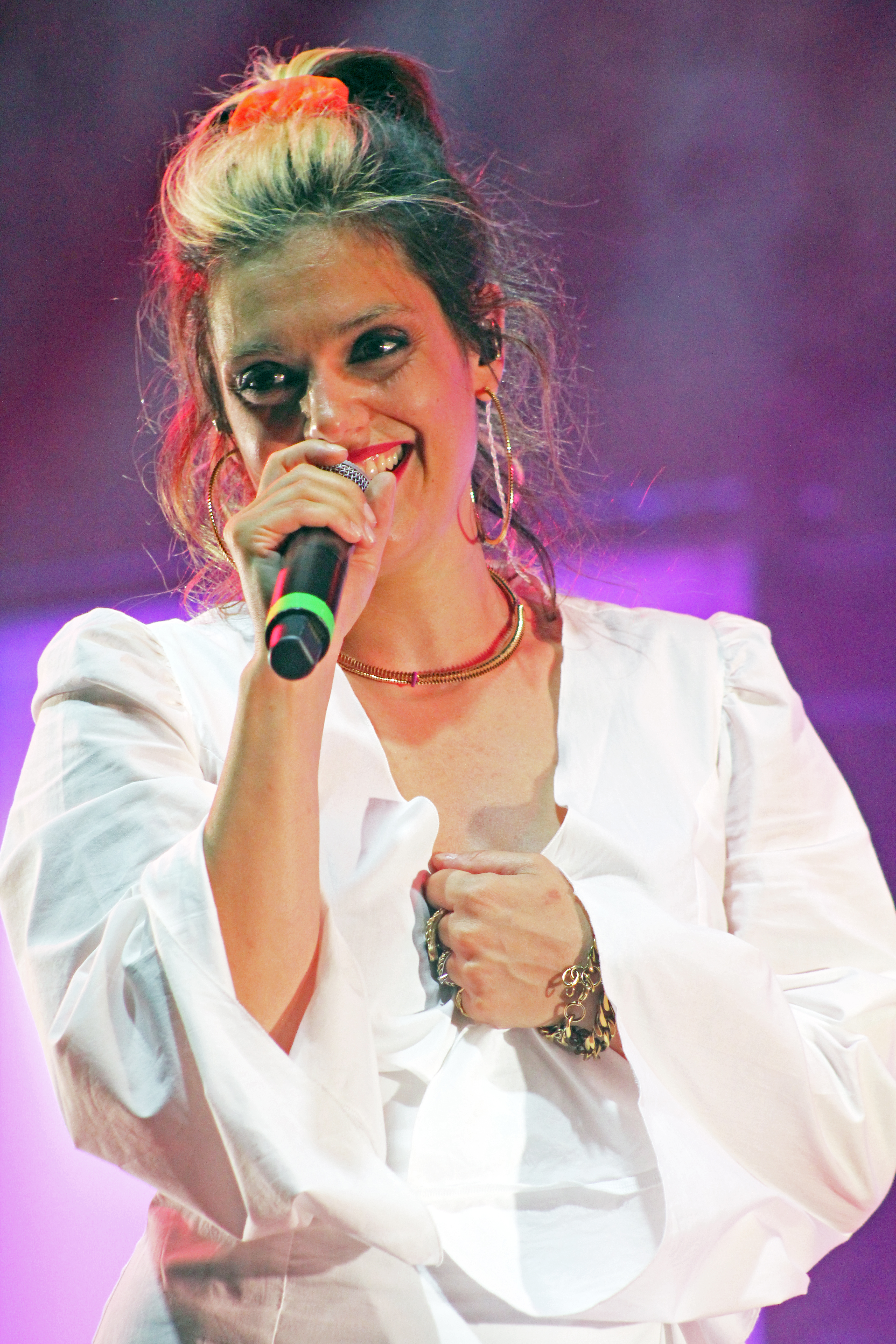
Margherita Vicario in concerto nel 2022

Nel febbraio 2022 ha partecipato alla serata delle cover del 72º Festival di Sanremo cantando Be My Baby delle Ronettes con La Rappresentante di Lista, Cosmo e Ginevra; mentre il 17 marzo ed il 27 maggio, ha pubblicato i singoli Astronauti e Onde. Nel 2023 ha condotto il podcast Showtime, dove tratta con vari ospiti, fra cui Carlotta Vagnoli, Adrian Fartade e Daniela Collu, tematiche che riguardano la vita umana. Ciascuna delle quattro puntate è stata accompagnata dalla pubblicazione di un singolo inedito: tutti i brani sono stati poi raccolti nell'EP omonimo.
Il 21 febbraio 2024, ha presentato in concorso alla Berlinale il film Gloria!, scritto e diretto dalla stessa Vicario, che vede il suo esordio alla regia; il film è stato poi distribuito nelle sale italiane a partire dall'11 aprile dello stesso anno. Il 27 marzo seguente ha pubblicato il singolo Aria!, tratto dalla colonna sonora del film. Ai Nastri d'argento 2024, l'artista ha vinto il premio per la Migliore colonna sonora, insieme a Dade, per il suddetto lungometraggio. L'anno successivo si è aggiudicata invece tre David di Donatello: miglior esordio alla regia, miglior compositore e miglior canzone originale (Aria!).

## Vita privata
Figlia del regista Francesco Vicario, è quindi nipote dell'attore e regista Marco Vicario e dell'attrice Rossana Podestà.

## Filmografia

### Attrice

#### Cinema
- Tutta la verità sul caso del signor Valdemar, regia di Guido M. Coscino - cortometraggio (2011)
- Se riesco parto, regia di Michele Bertini Malgarini e Margherita Vicario - cortometraggio (2011)
- Tutti con Lea, regia di Dario Gorini e Andres Arce Maldonado - cortometraggio (2011)
- To Rome with Love, regia di Woody Allen (2012)
- Lea, regia di Dario Gorini - cortometraggio (2012)
- Pazze di me, regia di Fausto Brizzi (2013)
- La terra e il vento, regia di Sebastian Maulucci (2014)
- Arance & martello, regia di Diego Bianchi (2014)
- The Pills - Sempre meglio che lavorare, regia di Luca Vecchi (2016)
- L'Universale, regia di Federico Micali (2016)
- Cristian e Palletta contro tutti, regia di Antonio Manzini (2016)
- Perfetta illusione, regia di Pappi Corsicato (2022)
- Gloria!, regia di Margherita Vicario (2024) - cameo

#### Televisione
- I Cesaroni – serie TV, 14 episodi (2008, 2014)
- R.I.S. Roma - Delitti imperfetti – serie TV, episodio 2x14 (2011)
- Kubrick - Una storia porno, regia di Ludovico Bessegato – serie TV (2012)
- 6 passi nel giallo – serie TV, episodio 1x01 (2012)
- Un passo dal cielo – serie TV, episodio 2x09 (2012)
- Kubrick - Una storia porno, regia di Ludovico Bessegato – miniserie TV, episodi 1x01-1x02-1x03 (2012)
- Benvenuti a tavola nord vs. sud, regia di Francesco Miccichè – miniserie TV (2012)
- I Borgia – serie TV, episodio 2x10 (2013)
- Il candidato - Zucca presidente – serie TV, episodio 1x15 (2015)
- Esami - La serie – serie TV, episodio 1x08 (2014)
- Amore pensaci tu – serie TV, 20 episodi (2017)
- Non ho niente da perdere, regia di Fabrizio Costa – film TV (2019)
- Nero a metà – serie TV, 36 episodi (2018-2022)

### Doppiatrice
- Troppo cattivi (The Bad Guys), regia di Pierre Perifel (2022)
- Troppo cattivi 2 (The Bad Guys 2), regia di Pierre Perifel (2025)

### Regista
- Se riesco parto, co-diretto con Michele Bertini Malgarini – cortometraggio (2011)
- Gloria! (2024)

### Sceneggiatrice
- Se riesco parto, regia di Michele Bertini Malgarini e Margherita Vicario – cortometraggio (2011)
- Gloria!, regia di Margherita Vicario (2024)

## Programmi televisivi
- Torto o ragione? Il verdetto finale (2017)
- GialappaShow (2023) – ospite

## Programmi radiofonici
- Tintoria – podcast, ospite episodio #140 (2022)
- Showtime – podcast, 4 episodi (2023-2024)

## Discografia

### Album in studio
- 2014 – Minimal Musical
- 2021 – Bingo

### Colonne sonore
- 2024 – Gloria!

### Extended play
- 2014 – Esercizi preparatori
- 2024 – Showtime

## Tournée
- 2014 – Margherita Vicario Concerti
- 2017 – Margherita Vicario with Jens Lekman
- 2019 – In duo
- 2020 – Live 2020
- 2021 – Bingo Tour
- 2021 – Storie della buonanotte per bambine ribelli (con l'Orchestra di Arezzo)
- 2022 – Tour Club 2022
- 2022 – Estate 2022
- 2023 – Showtime Tour 2023
- 2024 – Gloria! Tour

## Riconoscimenti
- David di Donatello
  - 2025 – Miglior regista esordiente per Gloria![29]
  - 2025 – Migliore canzone originale per Aria![29]
  - 2025 – Miglior compositore per Gloria![29]
  - 2025 – Candidatura alla migliore sceneggiatura originale per Gloria![29]
- Ciak d'oro
  - 2024 –  Candidatura al migliore esordio alla regia per Gloria![30]
- Festival internazionale del cinema di Berlino
  - 2024 – In concorso per l'Orso d'oro con Gloria![31]
  - 2024 – In concorso per la miglior opera prima per Gloria![31]
- Globo d'oro
  - 2024 – Miglior opera prima per Gloria![32]
  - 2024 – Miglior colonna sonora per Gloria![32]
- Nastro d'argento
  - 2024 – Migliore colonna sonora per Gloria![24][26]
  - 2024 – Candidatura al miglior regista esordiente per Gloria![24][26]
- Seattle International Film Festival
  - 2024 – Vincitrice del premio della giuria[33]